# Аю (село)
Аю́ (тат. Аю) — село в Мензелинском районе Республики Татарстан. Административный центр Аюского сельского поселения.

## География
Село расположено на реке Брустанка, в 16 км к юго-востоку от города Мензелинска.

## История
Село известно с 1725 года. До 1940-х годов чаще употреблялось название Медведево.
В XVIII—XIX веках жители в сословном отношении делились на тептярей, башкир-вотчинников и государственных крестьян. Занимались земледелием, разведением скота, извозом, подённой работой в помещичьих имениях. 
В годы Крестьянской войны 1773-75 годов в селе располагался отряд пугачёвцев численностью около 200 человек.
В 1795 году в пользовании сельской общины было 247, в 1884 — 432, в 1913 — 930 десятин земли. 
В «Списке населенных мест по сведениям 1870 года», изданном в 1877 году, населённый пункт упомянут как деревня Медведева (Маткауш-Каркина) 5-го стана Мензелинского уезда Уфимской губернии. Располагалась при речке Каркинке, на почтовом тракте из Мензелинска в Бирск, в 15 верстах от уездного города Мензелинска и в 30 верстах от становой квартиры в деревне Кузекеева (Кускеева). В деревне, в 50 дворах жили 371 человек (184 мужчины и 187 женщин, татары), были мечеть, училище, водяная мельница. Жители занимались земледелием, скотоводством, извозничеством.
До 1920 года село входило в Старомелькеновскую волость Мензелинского уезда Уфимской губернии. С 1920 года в составе Мензелинского кантона ТАССР. С 10 августа 1930 года в Мензелинском, с 19 февраля 1944 года в Матвеевском, с 19 ноября 1954 года в Мензелинском районах.
В 1929 г. в селе организован колхоз имени Калинина, в 1960 г. вошел в состав колхоза «Рассвет» (центральная усадьба), в 1973 г. – совхоза «Якты юл». В 2002–2010 гг. село в составе сельскохозяйственного производственного кооператива «Якты юл», с 2010 г. – общества с ограниченной ответственностью «Якты юл», с 2015 г. – общества с ограниченной ответственностью «Органик Групп».

## Население
| 1795 | 1859  | 1870  | 1897  | 1913  | 1920  | 1926  | 1938  | 1959  | 1970  | 1979  | 1989  | 2000  | 2017  |
| ---- | ----- | ----- | ----- | ----- | ----- | ----- | ----- | ----- | ----- | ----- | ----- | ----- | ----- |
| 186  | 334 ↗ | 371 ↗ | 529 ↗ | 700 ↗ | 708 ↗ | 632 ↘ | 593 ↘ | 647 ↗ | 779 ↗ | 662 ↘ | 452 ↘ | 455 ↗ | 424↘. |

Национальный состав села — татары.

## Экономика
Жители работают преимущественно в обществе с ограниченной ответственностью «Органик Групп», занимаются полеводством, мясо-молочным скотоводством.

## Инфраструктура
Неполная средняя школа (с 1926 г. как начальная), дом культуры, библиотека, детский сад (с 1960 г.), фельдшерско-акушерский пункт.

## Религиозные объекты
Мечеть «Габделгатуф» (с 1994 г.).